# Międzynarodowy Festiwal „Rybnicka Jesień Chóralna”
Międzynarodowy Festiwal „Rybnicka Jesień Chóralna” – festiwal muzyczny w Rybniku powstał dzięki wspólnej pracy organizatorów — Śląskiego Centrum Muzycznego, Domu Kultury w Chwałowicach, Państwowej Szkoły Muzycznej I i II st. im. K. i A. Szafranków w Rybniku oraz trzech rybnickich parafii.
Kierownictwo artystyczne festiwalu – prof. Czesław Freund – Akademia Muzyczna im. Karola Szymanowskiego w Katowicach.
Festiwalowi patronuje Henryk Mikołaj Górecki.

## Historia
- 2005 – I edycja
- 2006 – II edycja
- 2007 – III edycja
- 2008 – IV edycja
- 2009 – V edycja
- 2010 – VI edycja

### Kategorie uczestników
- chóry jednorodne
- chóry mieszane
- kameralne chóry mieszane (do 24 osób)

### Cele konkursu
- propagowanie najlepszych wzorców śpiewactwa chóralnego
- promocja sztuki chóralnej
- prezentacja aktualnych trendów wykonawczych muzyki chóralnej
- kultywowanie bogatych tradycji chóralnych Śląska, w tym regionu rybnickiego
- święto muzyki chóralnej

### Nagrody
- Grand Prix – dla najlepszego chóru festiwalu

Od roku 2010 wprowadzono pasma konkursowe:
- Złoty Dyplom – 90 – 100 pkt
- Srebrny Dyplom – 75 – 89 pkt
- Brązowy Dyplom – 60 – 74 pkt

We wcześniejszych edycjach przyznawano jedynie pierwsze miejsca w kategoriach oraz Grand Prix.

### Wyróżnienia
- Nagroda dla Najlepszego Dyrygenta Festiwalu
- Nagroda za najlepsze wykonanie utworu muzyki sakralnej
- Nagroda za najlepsze wykonanie utworu muzyki współczesnej.

#### Grand Prix
- 2005 – nie przyznano
- 2006 – Chór Akademicki Uniwersytetu Warszawskiego z Warszawy
- 2007 – Bielski Chór Kameralny,
- 2008 – Chór Akademicki Politechniki Szczecińskiej im. prof. J. Szyrockiego ze Szczecina
- 2009 – nie przyznano
- 2010 – nie przyznano

#### Kategoria chórów mieszanych
- 2005 – Chór „Canticum Novum” z Czeskiego Cieszyna
- 2006 – nie przyznano
- 2007 – Chór Mieszany Akademii Pedagogicznej im. KEN „Educatus” z Krakowa
- 2008 – Chór Akademicki Politechniki Szczecińskiej im. prof. J. Szyrockiego ze Szczecina
- 2009 – nie przyznano
- 2010 – Chór Akademii Techniczno-Humanistycznej w Bielsku-Białej

#### Kategoria chórów mieszanych kameralnych
- 2005 – Chór Kameralny „Animato” z Pawłowic
- 2006 – Oktet wokalny „Octava” – Kraków
- 2007 – Bielski Chór Kameralny
- 2008 – Czwarty Wymiar – Formacja Eksperymentalna z Wrocławia
- 2009 – nie przyznano
- 2010 – (ex aequo) Zespół Kameralny „Santarello” z Katowic, Chór Kameralny „MediCoro" – Białystok
- 2011 – chór kameralny „Lege Artis” z Krakowa[1]

#### Kategoria chórów jednorodnych
- 2005 – nie przyznano
- 2006 – Chór Dziewczęcy „Bel Canto” Zespołu Szkół Ogólnokształcących Nr1 – Rybnik
- 2007 – nie przyznano
- 2008 – nie przyznano
- 2009 – Chór Dziecięcy Sonusek PSM I i II St. z Rybnika
- 2010 – Chór Laudate Dominum, Warszawa